# عکاسخانه (مجموعه تلویزیونی ۱۳۸۳)
عکاسخانه یک مجموعه تلویزیونی محصول سال ۱۳۸۲ به کارگردانی، نویسندگی حسن اهور و تهیه‌کنندگی سیدحسین مناجاتی می‌باشد که در سال ۱۳۸۳ از شبکه دو پخش شد. این مجموعه در ۴۰ قسمت، ۳۵ دقیقه‌ای تهیه شد.

## بازیگران
- محمدعلی بخشنده
- محمدعلی ساربان
- افشین زارعی
- افشین کتابچی
- علی فروتن
- محمد مسلمی
- حمید گلی
- محسن نقیبیان
- فریبا ترکاشوند
- معصومه تقی پور
- مهناز غمخوار
- طوفان مهردادیان
- وجیهه لقمانی
- محمدرضا معجونی